# Victòria Eugènia de Battenberg
Victòria Eugènia de Battenberg (Balmoral, Escòcia, 24 d'octubre de 1887 - Lausana, 15 d'abril de 1969) va ser una princesa britànica, filla d'Enric de Battenberg i Beatriu del Regne Unit, i reina consort d'Espanya pel seu matrimoni amb Alfons XIII.

## Primers anys
Filla del príncep Enric de Battenberg i de la princesa Beatriu del Regne Unit per part de pare era neta del príncep Alexandre de Hessen-Darmstadt i de la comtessa polonesa Júlia von Hauke. Per part de mare era neta de la reina Victòria I del Regne Unit i del príncep Albert de Saxònia-Coburg Gotha. Fou batejada amb el nom d'Ena, malgrat que posteriorment i de cara el seu casament se'l canviaria pel de Victòria Eugènia. Per naixement seria considerada princesa de Battenberg amb el grau d'altesa sereníssima, una posició més que discreta dintre el conjunt de les famílies reials.
La princesa cresqué a la cort de la reina Victòria. La seva família, els Battenberg, s'havien establert des del seu casament a la cort de la reina anglesa, ja que aquesta era la condició que la sobirana havia posat perquè la seva filla es pogués casar amb el jove Battenberg. Visqué entre el Palau d'Osborne a l'illa de Wight, el castell de Balmoral i el de Windsor. El seu pare morí quan ella tenia nou anys, l'any 1896 d'unes febres que havia contret a l'Àfrica.

## Matrimoni
A la mort de la seva àvia, els Battenberg passaren a residir en els seus apartaments del Palau de Kensington a Londres i s'apartaren de la vida de la Cort. Malgrat aquest fet, l'any 1905 mentre el rei Alfons XIII d'Espanya visitava la Cort britànica i els rumors d'un imminent compromís entre el citat rei i la princesa Margarida de Connaught creixien dia a dia, els dos joves coincidiren en un sopar organitzat al seu honor que oferiren els reis Eduard i Alexandra al Palau de Buckingham. El jove sobirà s'interessà per la jove princesa de Battenberg i a partir d'aquí començà l'idil·li entre els dos joves.
El futur casament entre els dos joves, el rei Alfons XIII d'Espanya i la princesa Victòria Eugènia, havia de superar importants obstacles. El primer de tots era l'aprovació de la reina mare Maria Cristina d'Àustria, que no veia amb bons ulls que una simple princesa de Battenberg s'incorporés a la seva família i apostava per una candidata austríaca o alemanya. El segon escull el plantejava el Govern, que temia que la princesa fos portadora de la malaltia de l'hemofília, amb la possibilitat que no pogués donar un hereu sa a la dinastia, però també amb la falta de dot de la princesa. El tercer escull era l'expressat per l'Església, que no acceptava que una anglicana es convertís en reina d'Espanya.
Aquests problemes se solucionaren a través, fonamentalment, de la conversió al catolicisme de la princesa de Battenberg i a l'acceptació del rei Eduard VII del Regne Unit a convertir la seva neboda en altesa reial i en princesa del Regne Unit, però també amb el fet que fou el mateix rei qui entregà la dot de 800.000 pessetes de l'època a la seva esposa. El fantasma de l'hemofília que tants maldecaps donaria s'intentà oblidar.
El 9 de març de 1906 la casa reial espanyola anuncià el casament entre els dos joves, previst per al dia 31 de maig de 1906 a l'església de San Jerónimo el Real de Madrid. La desfilada nupcial fou accidentada, en explotar una bomba llançada al carrer Major de Madrid per l'anarquista català Mateu Morral.
La seva vida a la Cort fou extremadament difícil. Aïllada del món i enganyada pel seu marit amb nombroses amants entre les quals destacà la seva cosina la princesa Beatriu del Regne Unit esposa de l'Infant Alfons d'Orleans-Borbó.

### Descendència
La parella va tenir sis fills:
- Alfons (Madrid, 1907-Miami, 1938)
- Jaume (Madrid, 1908-1975)

- Beatriu (Madrid, 1909-Roma, 2002)
- Maria Cristina (Madrid, 1911-1996)

- Joan (Madrid, 1913-Pamplona, 1993)

- Gonçal (Madrid, 1914-Àustria, 1934)

El matrimoni va tenir un setè fill que va néixer mort el 1910, després d'un embaràs complicat de poc més de vuit mesos, i que hauria d'haver dut el nom de Ferran.

### Transmissió de l'hemofília
Victòria Eugènia va ser portadora i transmissora del gen de l'hemofília, heretat de la reina Victòria a través de la seva mare. Per això, inicialment, la reina mare Maria Cristina d'Àustria, va oposar-se que es casés amb el seu fill, a banda de la seva condició d'anglicana. Finalment es van casar i això va fer que el fantasma d'aquesta malaltia s'instal·lés en la casa de Borbó a Espanya. Dels set fills que van tenir Victòria i Alfons XIII, només dos, el príncep Alfons i Gonçal, el més jove dels infants, van heretar-lo. En el cas d'Alfons, al llarg de la seva vida va haver de passar molts dies al llit i a l'hospital. El rei Alfons XIII va culpar dels mals de la família a la seva esposa, cosa que va refredar la seva relació. Val a dir que ambdós van morint dessagnats, si bé va ser a causa d'accidents automobilístics. De la resta de membres de la família que van tenir descendència, no hi ha constància que cap patís d'hemofília.

## Reina d'Espanya i reina a l'exili
El seu paper durant el regnat del seu espòs fou més aviat de baix relleu malgrat que en certs moments encapçalà el bàndol anglòfil durant la Primera Guerra Mundial. Al país presidí i fundà la Creu Roja Espanyola i nombroses organitzacions de la caritat.
El 15 d'abril de 1931 emprèn, junt amb la resta de la Família reial, l'exili que la conduirà en primer moment a França. És en aquest moment que es produeix la separació dels dos monarques, Victòria Eugènia no suportà les més infidelitats del seu espòs i Alfons cregué que mantenia relacions lèsbiques amb la duquessa de Lécera.
Posteriorment s'establí a Itàlia, al Regne Unit i finalment a Suïssa després que el govern de Benito Mussolini l'expulsés pel fet de ser princesa britànica. Establerta a Lausana a partir de 1939 comprà la Vielle Lafonteine, una magnífica vila a la riba del llac Léman. Visqué gràcies a la llista civil que percebia com a princesa britànica i a la pensió atorgada pel govern franquista.
Al llarg dels anys 1950 portà una vida retirada de la vida política apareixent únicament a actes socials de la reialesa. Fou convidada al casament de la futura reina Elisabet II del Regne Unit i el príncep Felip de Grècia o a la del duc Eduard del Regne Unit.
Participà en l'anunci d'un espot publicitari d'una marca de cremes facials. Al llarg dels anys 1960 la seva vida reprengué un to més públic. Participà activament en el casament del seu net Joan Carles I d'Espanya amb la princesa Sofia de Grècia (1962).
Va ser padrina en el bateig del seu net, Felip de Borbó, el 8 de febrer de 1968. Va ser la primera vegada que entrava en territori espanyol, després de 37 anys d'exili des que Alfons XII abandonés el país. Va arribar en un avió el dia anterior a l'aeroport de Barajas, on va ser rebuda pel seu fill, Joan de Borbó. La seva benvinguda va ser extraordinària, amb una enorme concurrència, víctors i aplaudiments mentre anava en comitiva fins al Palau de la Zarzuela.
La reina morí l'any 1969 a la seva casa de Lausana a causa del càncer que patia. Les seves despulles foren traslladades al panteó reial de Sant Llorenç de l'Escorial l'any 1985 pel seu net el rei Joan Carles I d'Espanya. El seu llegat despertà nombrosos recels familiars.